# Bauhinia vestita
Bauhinia vestita là một loài thực vật có hoa trong họ Đậu. Loài này được (Benth.) J.F.Macbr. miêu tả khoa học đầu tiên.